# Charles de Morny

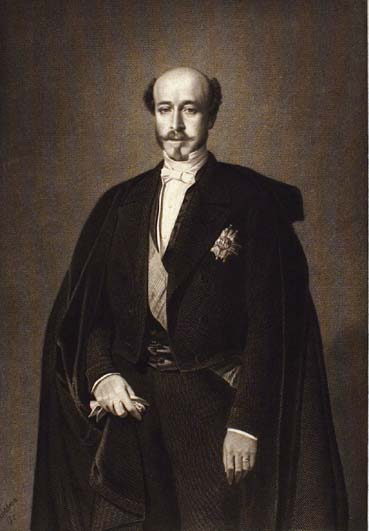
Charles de Morny

Charles Auguste Louis Joseph hertog de Morny (Parijs, 23 oktober 1811 – aldaar, 10 maart 1865) was een Frans politicus en halfbroer van keizer Napoleon III.

## Achtergrond, opleiding en vroege carrière
Charles Auguste Louis Joseph de Morny kwam op 23 oktober 1811 ter wereld als buitenechtelijke zoon van Hortense de Beauharnais en Charles Joseph, comte de Flahaut (buitenechtelijke zoon van Charles-Maurice de Talleyrand, prince de Bénévent). Hortense de Beauharnais was de dochter van Alexandre, vicomte de Beauharnais en die zijn echtgenote Joséphine de Beauharnais. Na de dood van Alexandre (1794) trouwde Joséphine met Napoleon Bonaparte, de latere keizer Napoleon I. Hortense werd het stiefkind van Napoleon en hij huwelijkte haar uit aan zijn broer, Lodewijk Napoleon Bonaparte. Lodewijk Napoleon en Hortense regeerden van 1806 tot 1810 als koning en koningin over Holland. In 1810 vestigde zij zich in Frankrijk en een jaar later werd Charles de Morny geboren. Bij de burgerlijke stand werd hij ingeschreven als Charles Auguste Louis Joseph Demorny, wettelijke zoon van Auguste Jean Hyacinthe Demorny, planter te Santo Domingo. Er bleek echter geen planter met de naam Auguste Demorny te wonen in Santo Domingo. In werkelijkheid was Demorny een Pruisisch officier, een man die overigens geen grondbezitter was. Officier Demorny zou wel bij het plan betrokken zijn geweest.
Als geboorteplaats op de geboorteakte wordt Parijs genoemd, maar het is niet ondenkbaar dat hij werd geboren in Saint-Maurice-en-Valais (Zwitserland). Hortense zou discreet in Zwitserland zijn bevallen.
Charles Demorny, die zich weldra Charles, comte de Morny ging noemen, werd opgevoed door zijn grootmoeder, Adelaïde de Flahaut, die was getrouwd (2e huwelijk) met Don José Maria de Souza Botelho, een Portugese diplomaat. Na zijn studie nam hij tijdens de Julimonarchie dienst in het Franse leger. De comte de Morny was een moedig soldaat: als vleugeladjudant van generaal Camille Alphonse Trezel redde hij diens leven bij het beleg van Constantine (1835). Na een korte militaire loopbaan begon de comte de Morny aan een carrière als zakenman. Hij nam de leiding in Clermont, in Auvergne van een groot bedrijf waar uit suikerbieten suiker werd gewonnen. In 1838 verscheen van zijn hand de brochure Sur la question des sucres.
Al snel had hij ook zakelijke belangen in andere bedrijven. Rond die tijd leerde hij de mooie vrouw van de Belgische ambassadeur Charles Aimé Joseph, graaf Le Hon, de comtesse Le Hon (geboren Françoise Mosselman) kennen. De gravin ondersteunde de commerciële activiteiten van Morny, maar daar bleef het niet bij. Hij begon een jarenlange verhouding met haar, uit welke een dochter, Louise Le Hon (1838-1931), werd geboren. Hij werd ook bestuurder in de Société Vieille Montagne, de grote zinkproducent in Moresnet, die eigendom was van de familie Mosselman.
Charles de Morny werd in 1842 voor Clermont-Ferrand in de Kamer van Afgevaardigden gekozen waar hij zich bezighield met vraagstukken van commerciële aard. Als Kamerlid steunde hij het bewind van koning Lodewijk Filips en was tegenstander van een revolutie, omdat dan zijn commerciële belangen gevaar konden lopen. Hij was echter alleen aanhanger van het huis Orléans om opportunistische redenen. Vlak voor de Februarirevolutie van 1848, toen de populariteit van koning Lodewijk Filips drastisch was gedaald, begon hij te sympathiseren met de legitimisten, geleid door de comte de Chambord, de kleinzoon van koning Karel X. Toen hem werd gevraagd waar hij politiek stond, antwoordde hij: "Ik schaar mij aan de zijde van de sterksten." Dit werd nog maar eens duidelijk toen hij na de Februarirevolutie de zijde koos van zijn halfbroer, Lodewijk Napoleon Bonaparte, de troonpretendent van het Huis Bonaparte.

## Vertrouweling vanNapoleon III, minister en parlementsvoorzitter
Morny maakte weldra deel uit van de kring van vertrouwelingen van Lodewijk Napoleon. Na de verkiezing van zijn halfbroer tot president in december 1848, nam de macht van Morny toe. Hij nam deel aan de voorbereiding van de staatsgreep van 2 december 1851, de zelfcoup waarbij de prins-president alle macht naar zich toetrok, en werd benoemd tot minister van Binnenlandse Zaken.
Als minister was hij gematigd en tolerant en trad voorzichtig op tegen de tegenstanders van de president. Hij kantte zich scherp tegen de confiscatie van de eigendommen van ex-koning Lodewijk Filips. Zijn tegenstanders bewerkstelligden in januari 1852 zijn ontslag. Hij hervatte hierna zijn commerciële activiteiten. Op 12 november 1854 werd hij door zijn halfbroer, die inmiddels keizer Napoleon III was geworden, benoemd tot voorzitter van het Wetgevend Lichaam, als parlementslid van het departement Puy-de-Dôme. Deze functie, die hij tot zijn overlijden op 10 maart 1865 behield, bekleedde hij op waardige en tactvolle wijze. Daarnaast bleef hij zich ook bezighouden met zijn zakenimperium. Vanwege zijn bekendheid, die hij als vertrouweling van de keizer had verworven, kwam hij tot grote rijkdom. Hij bezat tal van kastelen en huizen, was een verwoed kunstverzamelaar en legde een uitgebreide collectie schilderijen en kunstvoorwerpen aan.
Charles de Morny bezat ook stallen met renpaarden met Engelse volbloedpaarden. In 1860 kocht hij de Britse drievoudige kampioen West Australian.
In 1856 werd hij door de keizer als speciaal gezant naar Rusland gestuurd om de kroning van Alexander II tot tsaar bij te wonen. Als gezant wist hij het imago van het in Russische ogen "parvenu" keizerrijk op te vijzelen en ontmoette er prinses Sofia Sergejevna Troebetskaja (Moskou, 25 maart 1836 – Parijs, 8 augustus 1896), met wie hij op 7 januari 1857 in Sint-Petersburg in het huwelijk trad. Volgens sommigen was de prinses de buitenechtelijke dochter van tsaar Nicolaas I.
In oktober 1859 raakte de Morny door grote investeringen in een woekerlening van de Zwitserse bankier Jean-Baptiste Jecker aan de staat Mexico direct en commercieel betrokken bij de politieke en militaire verwikkelingen aldaar. Het vrijmoedig opzeggen van deze en andere woekerleningen door het Mexico van Juárez leidde uiteindelijk tot het trieste operetteavontuur van Ferdinand Maximiliaan Jozef, aartshertog van Oostenrijk. Deze werd door Napoleon III, keizer van Frankrijk, bereid gevonden om Europese, imperialistische (Franse en Engelse) belangen een legitiem monarchistisch tintje te geven. De Morny hoopte dat zijn halfbroer hem voor ogen had als keizer van Mexico. Deze prefereerde echter een Habsburger als keizerlijke pion, om Oostenrijk met Frankrijk te verbinden in de uiteindelijke confrontatie met Pruisen.
In 1862 werd Charles de Morny verheven tot hertog (duc). De Morny steunde van harte Napoleon III's Mexicaanse avontuur.

## Levensavond
De ambitieuze Morny bleef, ondanks meningsverschillen, een vertrouweling van de keizer. Zijn liberale gedachtegoed zorgde ervoor dat hij binnen liberale, oppositionele kringen, een zekere populariteit genoot. Hij onderhield goede betrekkingen met Émile Ollivier, de belangrijkste oppositieleider.
Zijn liberale houding bracht er Morny toe aan de basis te liggen van de erkenning van vakbonden en van het stakingsrecht.
Toen hij doorhad dat de populariteit van de regering vanwege het dure Mexicaanse avontuur, sterk was gedaald, dacht Morny aan een liberalisering van het keizerrijk (l'Empire libéral). Zijn gezondheid ging echter achteruit. Zijn artsen bespoedigden zijn einde door de toediening van kwikinjecties. Kort voor zijn dood brachten de keizer en de keizerin hem een bezoek. Hij overleed op 10 maart 1865 in het Hôtel de Lassay, de residentie van de Kamervoorzitter. Hij was slechts 53 jaar geworden en werd begraven op de Cimetière du Père-Lachaise.

## Familie
Zijn jonge weduwe, eerst ontroostbaar, nadien furieus toen ze de vele gevallen van echtelijke ontrouw van haar man ontdekte, verkocht zijn omvangrijke kunstcollectie, zijn huizen en landgoederen. Zij hertrouwde met de Spaanse hertog de Sesto.
Uit zijn huwelijk met prinses Sofia Sergejevna Troebetskaja had Morny vier kinderen:
- Charlotte (1858-1883), getrouwd (1877) met de graaf de La Corzana.
- Auguste, duc de Morny (1859-1920), getrouwd (1886) met Carlotta Guzman y Ybarra.
- Serge (1861-1922), officier, ongehuwd.
- Mathilde (1863-1944) of Missy, bijgenaamd 'Oncle Max', werd schrijfster en trouwde in 1881 met Jacques Godart, marquis de Belbeuf. Dit huwelijk werd in 1903 door echtscheiding ontbonden, nadat ze een verhouding had met de schrijfster Colette, met wie ze op de scène van de Moulin Rouge een erotisch ballet had gedanst. Aan lager wal geraakt, pleegde ze in 1944 zelfmoord.

De dochter die Morny bij de comtesse Le Hon-Mosselman had, Louise Le Hon (1838-1931), trouwde (1856) met vorst Stanislas Auguste Poniatowski, prins van Monto Rotondo (1835-1908). Michel Poniatowski (1922-2002), minister van Binnenlandse Zaken onder Jacques Chirac en Raymond Barre, is een afstammeling van Louise Le Hon.
Morny was een actieve auteur van toneelstukken in het vaudevillegenre. Hij werkte hiervoor samen met Ernest Feydeau. Het is mogelijk dat hij de vader was van de beroemde toneelauteur Georges Feydeau.